# كين ريتشاردسون
كين ريتشاردسون هو لاعب هوكي الجليد كندي، ولد في 12 أبريل 1951 في نورث باي في كندا.

## وصلات خارجية
- كين ريتشاردسون على موقع دوري الهوكي الوطني (الإنجليزية)
- كين ريتشاردسون على موقع EliteProspects.com (الإنجليزية)
- كين ريتشاردسون على موقع HockeyDB.com (الإنجليزية)
- كين ريتشاردسون على موقع Hockey-Reference.com (الإنجليزية)